# Sterk Lokaal Flevoland
Sterk Lokaal Flevoland (afgekort: SLF) is een samenwerkingsverband tussen een aantal lokale politieke partijen in Flevoland. De partij is met één zetel vertegenwoordigd in de Provinciale Staten van die provincie. De partij is op 27 mei 2021 opgericht, en fungeert als platform van de gemeentelijke partijen Mooi Lelystad en ONS Noordoostpolder. Sterk Lokaal Flevoland is op haar beurt weer lid van Onafhankelijke Politiek Nederland.
De partij deed in 2023 voor het eerst mee met de Provinciale Statenverkiezingen, en behaalde toen met 4518 stemmen een aandeel van 2,77 procent, wat goed was voor één van de 41 Flevolandse zetels. Deze werd ingenomen door partijleider Wout Jansen. Voormalig 50PLUS-partijleider Henk Krol was lijstduwer voor de partij.